# Astronautgrupp 16

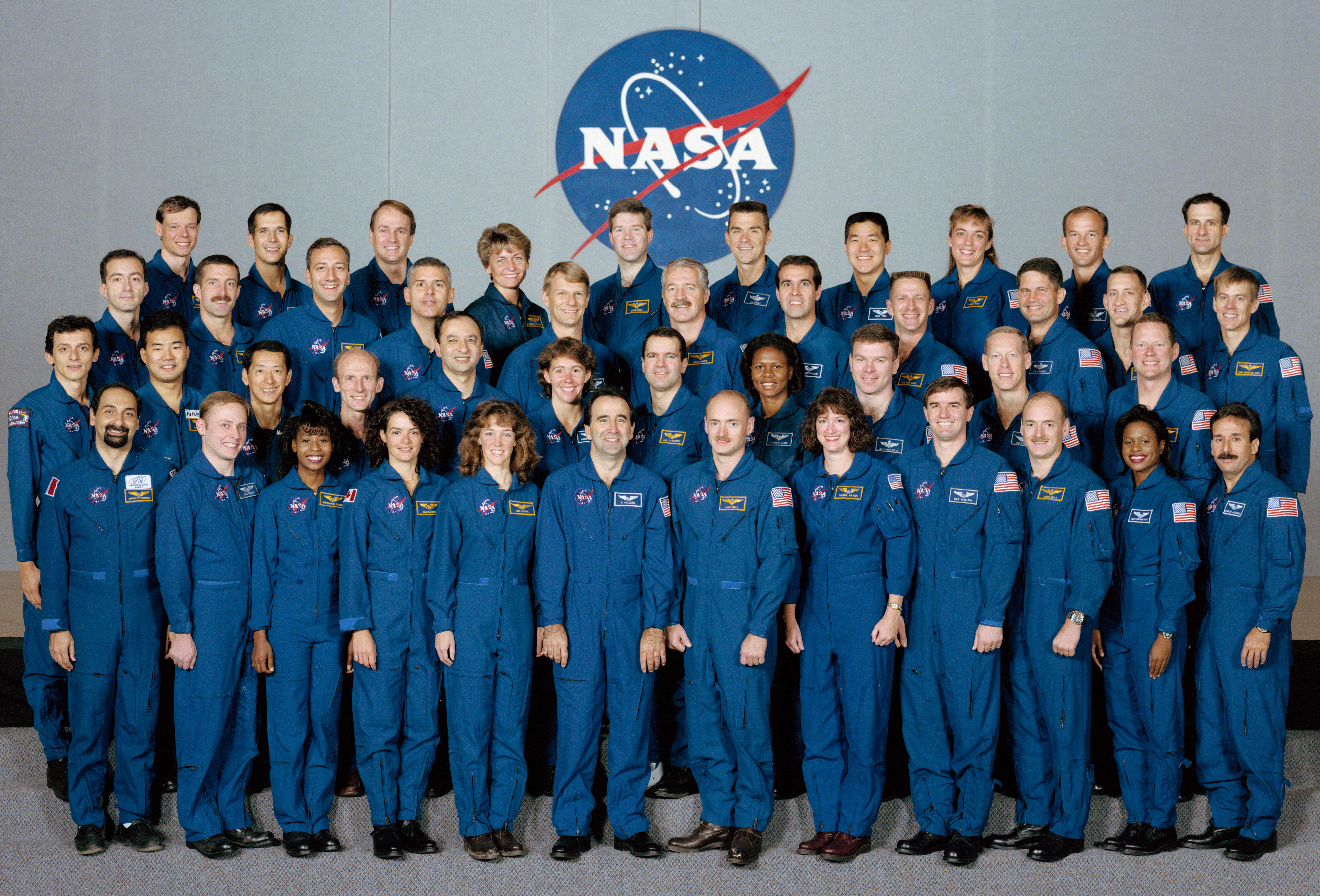
Astronautgrupp 16

Astronautgrupp 16 togs ut 5 december 1996.

## Rymdfararna
| Namn                            | Flygning                                                                                                   | Notering                           |
| ------------------------------- | --- | ---------------------------------- |
| David Brown                     | STS-107 | Omkom under landningen av Columbia |
| Daniel C. Burbank               | STS-106, STS-115                                                                                           |                                    |
| Yvonne D. Cagle                 | |                                    |
| Fernando Caldeiro               | |                                    |
| Charles J. Camarda              | STS-114 |                                    |
| Duane G. Carey                  | STS-109 |                                    |
| Laurel Clark                    | STS-107 | Omkom under landningen av Columbia |
| E. Michael Fincke               | Sojuz TMA-4, ISS-9, Sojuz TMA-13, Expedition 18, STS-134                                                   |                                    |
| Patrick G. Forrester            | STS-105, STS-117, STS-128                                                                                  |                                    |
| Stephen N. Frick                | STS-110, STS-122                                                                                           |                                    |
| Christer Fuglesang              | STS-116, STS-128                                                                                           |                                    |
| John Herrington                 | STS-113 |                                    |
| Joan E. Higginbotham            | STS-116 |                                    |
| Charles O. Hobaugh              | STS-104, STS-118, STS-129                                                                                  |                                    |
| James M. Kelly                  | STS-102, STS-114                                                                                           |                                    |
| Mark E. Kelly                   | STS-108, STS-121, STS-124, STS-134                                                                         |                                    |
| Scott J. Kelly                  | STS-103, STS-118, Expedition 25/26, Sojuz TMA-01M, Sojuz TMA-16M, Expedition 43/44/45/46, Sojuz TMA-18M    |                                    |
| Paul S. Lockhart                | STS-111, STS-113                                                                                           |                                    |
| Christopher J. Loria            | |                                    |
| Sandra H. Magnus                | STS-112, STS-126, Expedition 18, STS-135                                                                   |                                    |
| Michael J. Massimino            | STS-109, STS-125                                                                                           |                                    |
| Richard A. Mastracchio          | STS-106, STS-118, STS-131                                                                                  |                                    |
| William McCool                  | STS-107 | Omkom under landningen av Columbia |
| Lee M. Morin                    | STS-110 |                                    |
| Lisa M. Nowak                   | STS-121 |                                    |
| Donald R. Pettit                | STS-113, Expedition 6, Sojuz TMA-1, STS-126                                                                |                                    |
| John L. Phillips                | STS-100, Expedition 11, Sojuz TMA-6, STS-119                                                               |                                    |
| Mark L. Polansky                | STS-98, STS-116, STS-127                                                                                   |                                    |
| Paul W. Richards                | STS-102 |                                    |
| Ilan Ramon                      | STS-107 | Omkom under landningen av Columbia |
| Piers J. Sellers                | STS-112, STS-121, STS-132                                                                                  |                                    |
| Heidemarie M. Stefanyshyn-Piper | STS-115, STS-126                                                                                           |                                    |
| Daniel M. Tani                  | STS-108, STS-120, Expedition 16, STS-122                                                                   |                                    |
| Rex J. Walheim                  | STS-110, STS-122, STS-135                                                                                  |                                    |
| Peggy A. Whitson                | STS-111, Expedition 5, STS-113, Sojuz TMA-11, Expedition 16, Sojuz MS-03, Expedition 50/51/52, Sojuz MS-04 | Befälhavare på ISS                 |
| Jeffrey N. Williams             | STS-101, Sojuz TMA-8, ISS-13                                                                               |                                    |
| Stephanie D. Wilson             | STS-121, STS-120, STS-131                                                                                  |                                    |